# Kyōkō-ji
Kyōkō-ji (教興寺) és un temple budista situat a Yao, prefectura d'Osaka, Japó. Va ser fundat l'any 588.
La batalla de Kyōkō-ji es va lliurar a prop el 20 de maig de 1562.